# Sućuraj
Sućuraj (italsky San Giorgio) je opčina na východním cípu chorvatského ostrova Hvar, vzdálené 5 km od dalmatského pobřeží a 77 km od města Hvar. Opčina zahrnuje kromě vlastního sídla dvě sídla Bogomolje a Selca kod Bogomolja.
V Sućuraji žije 463 stálých obyvatel. Mezi hlavní ekonomické aktivity patří cestovní ruch a rybolov. Sućuraj je oficiálním centrem východní části ostrova Hvar.

## Historie
Sućuraj vznikl před zhruba 2300 lety, ačkoliv byl v průběhu dějin několikrát zničen a postaven nanovo. Prvními známými obyvateli byli Illyrové; ve 3. století př. n. l. zde měla domov jejich královna Teuta. V 7. a 8. století vesnici kolonizovali Chorvati, kteří zde žijí dodnes. Sućuraj v historii padl nesčetněkrát: podmanili si ho Illyrové, Římané, Chorvati, Benátčané, Francouzi, Rakušané i Italové. Ještě ve 20. století byl Sućuraj rozdělen mezi 6 různých zemí. Nejstarší budovou v Sućuraji je Augustýnský (dnes Františkánský) klášter. Období jeho původní výstavby není známo, ale poprvé byl přestavěn roku 1309 a následně až roku 1994. Sućuraj dostal jméno podle kostela Sv. Jiří, jež je zmiňován ve Hvarském výnosu z roku 1331. Tento kostel byl na konci 19. století zničen, ale na jeho místě byl vystavěn nový. Většina obyvatel města sem přišla z dalmátského pobřeží v 15. století, při útěku před Osmany. Od té doby až dosud přežil kostel sv. Antonína Paduánského, postavený roku 1663, stejně jako stará benátská pevnost (zbudovaná 1613). Dnes plní Sućuraj funkci trajektového spojení s Drvenikem v Makarské riviéře.